# 인천연송초등학교
인천연송초등학교(仁川延松初等學校)는 대한민국 인천광역시 연수구에 있는 초등학교이다.

## 연혁
- 2014.12.05 인천연송초등학교 착공
- 2016.01.22 인천연송초등학교 준공
- 2016.02.18 인천시의회 교육위원회 의원 방문
- 2016.03.01 인천연송초등학교 개교(26학급 574명)
- 2016.03.01 초대 박경덕 교장선생님 취임
- 2016.03.02 시업식(남: 288명, 여: 286명, 총 574명)
- 2016.03.07 중국요녕성 대련한국국제학교와 MOU체결